# 孫秉熙
孙秉熙（1861年4月8日—1922年5月19日），字应九，道号義菴，本贯密阳孙氏，出生在忠清北道的清原郡，为天道教（东学党）第三代教主、朝鲜独立运动人物。

## 生平
1882年在其侄子的引导下加入东学党，三年后认识崔时亨，成为其高徒。
1894年甲午农民战争之际，孙秉熙占据忠清道，与全琫準共同对抗官军，后来官军进行讨伐，他隐藏到了元山，为重建和传播东学党起了很大贡献。
1897年崔时亨被捕后，成为第三代教主。此后他却在东学运动中并不活跃，而是积极从事朝鲜的近代化运动。他与独立协会等开化派人物交流，接受了一些西方思想。在此期间朝廷对东学党严厉镇压，他的侄子被捕处死，他本人只好逃亡到日本，取“李祥宪”为化名以免被追杀。在日本期间，他与吴世昌、权东镇、朴泳孝、趙羲淵等流亡日本的原官僚交流，通过日本的明治维新认识到人才培养的重要性，提出朝鲜选拔青年去日本留学，并且主张内政改革和近代化。
1904年甲辰改革运动期间，与权东镇、吴世昌一起组织进步会。
由于李容九等教徒变节，组建亲日团体一进会，孙秉熙在1905年宣布“教与会分离”，将东学改名为天道教。次年，孙秉熙返回朝鲜，将李容九等62名亲日教徒开除教籍，
1919年，孙秉熙主导了三一运动，在朗读朝鲜独立宣言书之后遭到警察逮捕，判处惩役3年。
后因病保释出狱，1922年過世。

## 榮譽
- 1962年，大韩民国政府追授给他建国勋章。
- 跆拳道指定二十四套套路「義菴」，就是為了紀念他對朝鮮獨立的貢獻而編制。

## 關聯項目
- 朝鮮歴史